# Клітний Микола Гаврилович
Клі́тний Мико́ла Гаври́лович (нар. 19 липня 1929 року) — український військовий і громадський діяч, віцеадмірал у відставці. Почесний голова Ради ветеранів Військово-Морських Сил Збройних Сил України.

## Біографія
Народився 19 липня 1929 року в Ленінграді. Евакуйований з блокадного Ленінграду, в 1943 році Микола Клітний поступив до Бакинського військово-морського підготовчого училища — спеціального закритого навчального закладу Народного комісаріату ВМФ, в якому діти 7—10 класів опановували військово-морську справу.

### Військова служба у ВМФ СРСР
Після закінчення БВМПУ в 1946 році поступив до Вищого військово-морського училища імені М. В. Фрунзе, яке закінчив в 1950 році. Був призначений командиром мінної групи мінного загороджувача «Урал» Кронштадтської військово-морської бази. Брав участь у бойовому траленні Фінської затоки Балтійського моря.
В травні 1951 року на особисте прохання був переведений служити на Тихоокеанський флот. Призначений командиром рульової групи штурманської бойової частини підводного човна Камчатської військової флотилії. В подальшому проходив службу на підводних човнах ТОФ на посадах командира штурманської бойової частини, помічника та старшого помічника командира корабля.
З 1955-го по 1957 рік  — слухач Вищих спеціальних ордена Леніна класів ВМФ у Ленінграді. Після навчання продовжив службу на Балтійському флоті на посадах старшого помічника командира і командира підводного човна.
У 1964 — 1966 рр. навчався у Військово-морській академії (Ленінград), після закінчення якої був призначений начальником штабу-заступником командира бригади підводних човнів Тихоокеанського флоту, а у 1968 році — командиром цієї бригади.
З 1970-го по 1972 рік — слухач Воєнної академії Генерального штабу ЗС СРСР. Після її закінчення був призначений начальником штабу-першим заступником командувача Камчатської військової флотилії Тихоокеанського флоту.
З 1976-го по 1978 рік — командир Совгаваньской ВМБ Тихоокеанського флоту, а потім — командувач Камчатської військової флотилії. Наприкінці жовтня 1978 року особисто брав участь в пошуково-рятувальній операції з порятунку екіпажу американського розвідувального літака Р-3С «Оріон» (позивний AF-586). Тоді уряд США екстрено звернувся до Радянського Союзу з проханням надати допомогу. В результаті оперативних дій радянських моряків було врятовано 10 американських льотчиків.
З 1980-го по 1987 рік проходив службу на Чорноморському флоті на посадах заступника командувача флотом, начальника штабу-першого заступника командувача ЧФ.
З квітня 1987 року по липень 1991-го — помічник представника головного командування Об'єднаних збройних сил країн-учасниць Варшавського договору з військово-морському флоту в Народній Республіці Болгарії.
У липні 1991 року віцеадмірал Клітний звільнився в запас. За період служби неодноразово здійснював бойові походи, виконував інтернаціональні завдання в Арабській Республіці Єгипет.

### На розбудові Військово-Морських Сил України
На початку 1992 року розпочалося формування Військово-Морських Сил незалежної української держави. віцеадмірал запасу Микола Клітний не вагаючись запропонував свою допомогу в розбудові українського флоту. В 1993 році Микола Гаврилович був призваний на військову службу радником командувача Військово-Морськими Силами.
Після звільнення у відставку продовжив роботу старшим науковим співробітником Наукового центру ВМС ЗС України. Брав активну участь у розробці керівних документів, що регламентують бойову та повсякденну діяльність Військово-Морських Сил Збройних Сил України. Колишній підводник, віцеадмірал у відставці Микола Клітний провів велику роботу з розробки і видання нових документів для підготовки вітчизняних підводників: «Курсу підготовки підводних човнів», «Керівництва по підготовці до боротьби за живучість підводних човнів», «Керівництва по веденню боротьби за живучість підводних човнів».

### Громадська діяльність
У 2005 році Микола Гаврилович Клітний обраний головою ради Севастопольської міської громадської організації «Ветерани Військово-Морських Сил Збройних Сил України». З грудня 2008 року — її почесний голова. Бере активну участь у роботі Севастопольської міської ради ветеранів України щодо зміцнення та згуртуванню рядів ветеранів, правового і соціального захисту пенсіонерів, патріотичному вихованню молоді.
В травні 2011 року М. Г. Клітний виступив ініціатором створення «Фонду відродження українського флоту», який він і очолив. «Фонд» створений ветеранами ВМС для збору коштів на будівництво корвета для Військово-Морських Сил України.

## Нагороди
За старанність та багаторічну службу нагороджений багатьма державними нагородами СРСР і України, в тому числі:
- орденом Богдана Хмельницького III ступеня,
- орденом Жовтневої Революції,
- орденом Червоної Зірки,
- орденом «За службу Батьківщині у Збройних Силах СРСР» III ступеня,

а також орденами і медалями іноземних держав.